# Registro (estructura de datos)
Un registro, en programación, es un tipo de dato estructurado formado por la unión de varios elementos bajo una misma estructura. Estos elementos pueden ser, o bien datos elementales (entero, real, carácter,...), o bien otras estructuras de datos. A cada uno de  esos elementos se le llama campo. 
Un registro se diferencia de un vector en que este es una colección de datos iguales, es decir, todos del mismo tipo, mientras que en una estructura los elementos que la componen, aunque podrían serlo, no tiene por qué ser del mismo tipo.

## Ejemplo: Creación de un registro (o estructura) en C
Un ejemplo de como se declararía un registro en C podría ser:
```
typedef struct TipoNodo
{
   int dato;
   struct TipoNodo *sig;
   struct TipoNodo *ant;
} TNodo;
```

En este ejemplo se define el tipo de dato TNodo (o struct TipoNodo, sería equivalente) como una estructura (registro) que contiene un dato de tipo entero y dos punteros sig y ant (siguiente y anterior) que sirven para referenciar a otros registros del tipo TNodo. Ésta es la estructura de datos que se suele utilizar como nodo en las listas doblemente enlazadas.

## Registro en bases de datos
El concepto de registro que se acaba de presentar es muy similar al concepto de registro en bases de datos, este segundo se refiere a una colección de datos que hacen referencia a un mismo ítem que se van a guardar en una fila de una tabla de la base de datos